# Africa Corps (Rusia)
Africa Corps, también llamado Cuerpo Expedicionario Ruso (REK), (en ruso; Русский экспедиционный корпус) es un grupo mercenario ruso controlado y administrado por el gobierno ruso, para apoyar la influencia política rusa y los gobiernos alineados con Rusia en África. El Africa Corps asumió en gran medida las operaciones del Grupo Wagner en África, subsumiendo y rebautizando sus estructuras.

## Historia
El Cuerpo Expedicionario fue establecido por el Ministerio de Defensa de Rusia poco después de la muerte y posible decapitación del liderazgo de Wagner a manos de las autoridades rusas en 2023, cuando se accidentó el avión en que iba su líder, Yevgeny Prigozhin. Posteriormente, el Ministerio de Defensa ruso dio paso a una escena de PMC totalmente controlada por el gobierno en Rusia, tras la rivalidad previa entre el Ministerio de Defensa ruso y Wagner.
La formación coopera con otras estructuras controladas por el gobierno, como la "Brigada Osos" del 1° Cuerpo Voluntario de Asalto Expedicionario (Redut) en África. Se dice que Konstantin Mirzayants, supuesto líder de Redut, está estrechamente involucrado en las operaciones del Ministerio de Defensa en África y en la creación del Cuerpo Africano.
El Africa Corps también fue desplegado para luchar junto a Rusia en la invasión rusa de Ucrania, en la ofensiva de Járkov de 2024.
El 3 de diciembre de 2024, la agencia de inteligencia militar ucraniana (HUR) afirmó que Rusia planea desplegar el Africa Corps para ayudar a las fuerzas del gobierno sirio contra las ofensivas de los rebeldes sirios, que capturaron Alepo y muchas otras ciudades y asentamientos importantes, amenazando la influencia rusa en Siria. Sin embargo, el gobierno ruso se abstuvo de apoyar a Assad, lo que llevó a la caída de su régimen, y en su lugar priorizó concentrar fuerzas en Ucrania.

## Organización
La creación del cuerpo forma parte de una estrategia rusa más amplia para aumentar su influencia en África, donde compite con Estados Unidos en el marco de una rivalidad geopolítica más amplia. El Africa Corps opera mediante una combinación de mercenarios y voluntarios, y las estimaciones sobre su tamaño varían.
El Africa Corps desempeña un papel más reducido e integrado en comparación con Wagner, centrándose en brindar apoyo militar, entrenamiento y cooperación antiterrorista con gobiernos locales alineados con Rusia en países como Libia, Malí, Burkina Faso, Níger y la República Centroafricana. El gobierno ruso pretende utilizar esta entidad para proyectar influencia, llenando el vacío de seguridad dejado por la retirada de las potencias occidentales, especialmente Francia, de la región del Sahel. Rusia también busca controlar recursos estratégicos como el uranio, especialmente en Níger, así como aprovechar las rutas migratorias con fines geopolíticos.

## Sanciones
En noviembre de 2024, el Reino Unido sancionó al Africa Corps, junto con el Batallón Española y la Brigada Osos. Según el secretario de Relaciones Exteriores, David Lammy, el objetivo es contrarrestar las actividades ilegales rusas, impedir la desestabilización de los países africanos e interrumpir el suministro al esfuerzo bélico ruso en Ucrania.

## Actividades

### Áreas principales
- África: Alianza de Estados del Sahel: Malí, Burkina Faso,[21] Níger;[22][23] Libia y la República Centroafricana.[24]
- Europa: Ucrania, Rusia

### Por país

#### Malí
En diciembre de 2024, el Ministerio de Defensa ruso desplegó 1000 soldados del Cuerpo de África en Malí, mientras que 1500 del Grupo Wagner, comandado por Ruslán Zlobin, permanecían allí. Los wagnerianos se desplegaron principalmente en el norte del país, mientras que el Cuerpo de África se concentró en Bamako y el centro.
El 6 de junio de 2025, el Grupo Wagner, controlado por el gobierno, anunció su retirada de Malí, y el Africa Corps continuó las operaciones rusas para apoyar a la junta militar maliense. El Africa Corps se convirtió entonces en la única fuerza rusa presente en el país. Sin embargo, varios líderes de Wagner se unieron al Africa Corps con algunos de sus hombres, entre ellos Andrei Ivanov, conocido como «Kep», Ruslán Zaprudsky, conocido como «Rusich», y Alexander Kuznetsov, conocido como «Ratibor». Según funcionarios estadounidenses, alrededor de 2.000 soldados de ambos grupos paramilitares fueron ubicados en Mali.

#### Burkina Faso
El 24 de enero de 2024, militares del Africa Corps de Rusia, que debían reemplazar a Wagner, llegaron a Burkina Faso para brindar seguridad, incluyendo a Traoré. Según informes, se planeó ampliar el número de 100 efectivos a 300. Se reveló que se había establecido una base militar para el Cuerpo Africano en Loumbila, al noreste de Uagadugú, la capital de Burkina Faso.

#### Niger
Tras el golpe de Estado en Níger de 2023, y la retirada de las tropas francesas la junta militar comenzó a buscar nuevos aliados para mantener la seguridad de Níger, se sabe que compañías rusas empezarón a obtener licitaciones para explotar recursos valiosos como el Uranio como método de pago para la ayuda militar.